# Bryce Easton
Bryce Easton (Durban, 5 september 1987) is een golfer uit Zuid-Afrika. Hij speelt op de Sunshine Tour sinds 2011.

## Amateur
Easton zat op de Westville High School, en zat sinds 15-jarige leeftijd in de jeugdteams van zijn provincie KwaZoeloe-Natal. Hij won Easton in 2005 de KZN Invitational en het Zululand Open en schreef een baanrecord van 64 op zijn naam op de Beachwood Course van de Durban Country Club.
Hij studeerde in de Verenigde Staten en won daar in 2009 de Collegiate Players Tour BlackHorse Collegiate Open (216) in Cypress, Texas en het Canyon Springs Open (206)

## Professional
Hij werd in 2010 professional. Hij won een toernooi op de Sunshine Big Easy Tour in 2011 en won twee toernooien op de Sunshine Tour in 2012.

## Gewonnen
Sunshine Big Easy Tour
- 2011: Crown Mines Golf Club (-5)

Sunsshine Tour
- 2012: Vodacom Origins of Golf at De Zalze (-16), Sun City Challenge (-9) na play-off tegen Andrew Georgiou, Brandon Pieters en Allen Versfeld.